# Mauro Cartagena
Mauro Cartagena (* 14. Januar 20. Jahrhundert; † 10. Februar 2014) war ein uruguayischer Schauspieler.
Mauro Cartagena war insbesondere im Bereich Hörspiel tätig und trat dort vor allem auf CX36 Radio Centenario, CX30 Radio Nacional und im Radio Difusión Nacional des Servicio Oficial de Difusión Radio Eléctrica (SODRE) in Erscheinung. Cartagena gründete die Compañía Nacional de Comedia. Zudem war der auf mehr als 50 Jahre Berufserfahrung zurückblickende Cartagena Ensemblemitglied des Teatro El Galpón, wo er zuletzt in "Los siete gatitos" auf der Bühne stand. Während zweier Zeitabschnitte hatte er den Vorsitz der Sociedad Uruguaya de Actores (SUA), der uruguayischen Schauspielervereinigung, inne. 2012 erhielt er den von Octavio Podestá entworfenen Premio Alberto Candeau für sein Lebenswerk.